# Anagyrus tricolor
Anagyrus tricolor är en stekelart som först beskrevs av Girault 1913.  Anagyrus tricolor ingår i släktet Anagyrus och familjen sköldlussteklar. Inga underarter finns listade i Catalogue of Life.